# Élections en Nouvelle-Angleterre

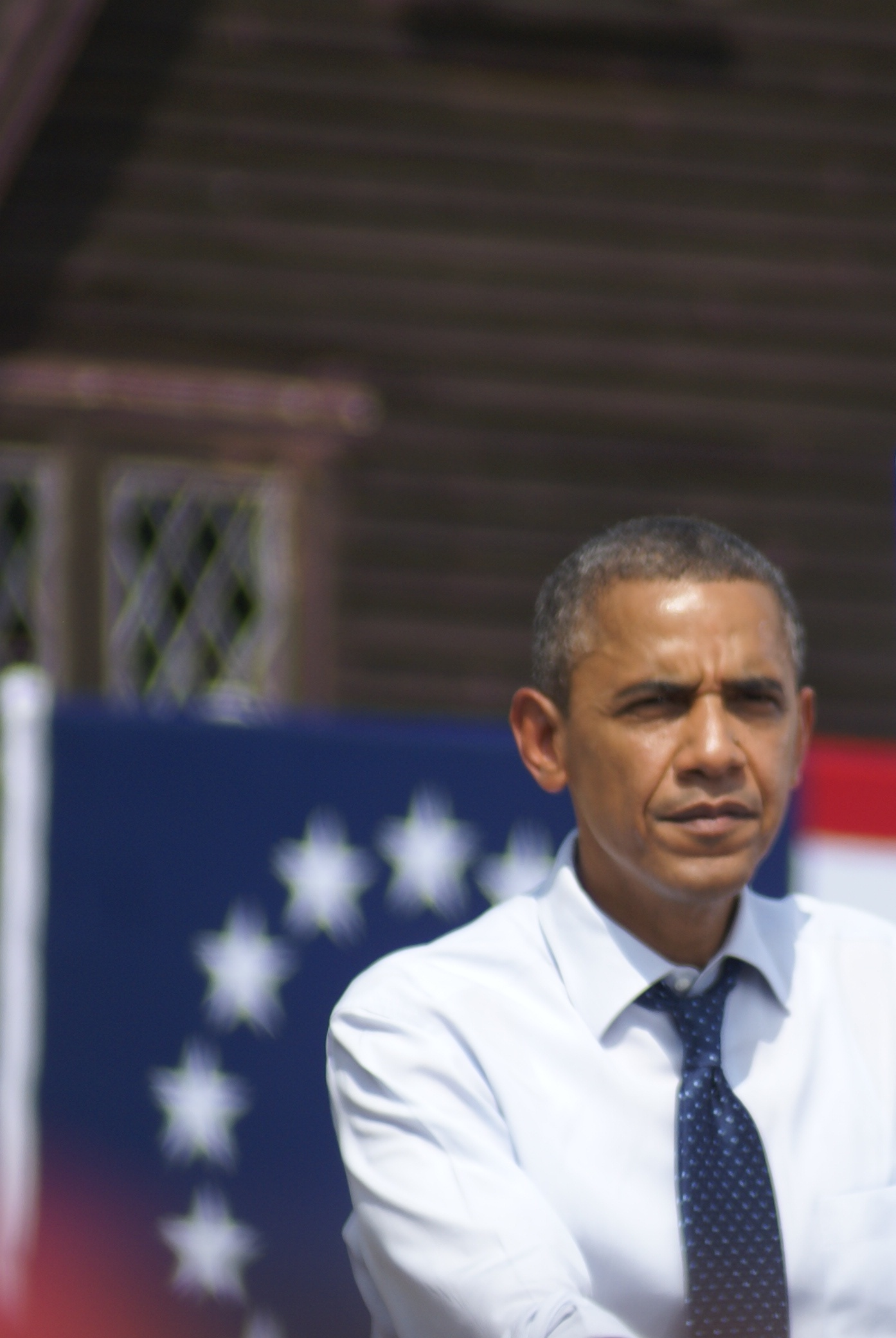
Barack Obama à Portsmouth, dans le New Hampshire. Il a remporté chaque état de la Nouvelle-Angleterre en 2008 et en 2012.

Les élections en Nouvelle-Angleterre ont été définies par l'histoire culturelle et politique de la région, la démographie, l'économie, et la fidélité de la région à certains partis politiques américains. La Nouvelle-Angleterre est parfois perçue en termes d'un seul bloc de vote bien qu'elle comprenne six États américains.

## Élections présidentielles
| Année | Connecticut | Maine (États-Unis) | Massachusetts | New Hampshire | Rhode Island   | Vermont        |
| ----- | ----------- | ------------------ | ------------- | ------------- | -------------- | -------------- |
| 1789  | Washington  | Pas d'éléction     | Washington    | Washington    | Pas d'éléction | Pas d'éléction |
| 1792  | Washington  | Pas d'éléction     | Washington    | Washington    | Washington     | Washington     |
| 1796  | Adams       | Pas d'éléction     | Adams         | Adams         | Adams          | Adams          |
| 1800  | Adams       | Pas d'éléction     | Adams         | Adams         | Adams          | Adams          |
| 1804  | Pinckney    | Pas d'éléction     | Jefferson     | Jefferson     | Jefferson      | Jefferson      |
| 1808  | Pinckney    | Pas d'éléction     | Pinckney      | Pinckney      | Pinckney       | Madison        |
| 1812  | Clinton     | Pas d'éléction     | Clinton       | Clinton       | Clinton        | Madison        |
| 1816  | King        | Pas d'éléction     | King          | Monroe        | Monroe         | Monroe         |
| 1820  | Monroe      | Monroe             | Monroe        | Monroe        | Monroe         | Monroe         |
| 1824  | Adams       | Adams              | Adams         | Adams         | Adams          | Adams          |
| 1828  | Adams       | Adams              | Adams         | Adams         | Adams          | Adams          |
| 1832  | Clay        | Jackson            | Clay          | Jackson       | Clay           | Wirt           |
| 1836  | Van Buren   | Van Buren          | Webster       | Van Buren     | Van Buren      | Harrison       |
| 1840  | Harrison    | Harrison           | Harrison      | Van Buren     | Harrison       | Harrison       |
| 1844  | Clay        | Polk               | Clay          | Polk          | Clay           | Clay           |
| 1848  | Taylor      | Cass               | Taylor        | Cass          | Taylor         | Taylor         |
| 1852  | Pierce      | Pierce             | Scott         | Pierce        | Pierce         | Scott          |
| 1856  | Frémont     | Frémont            | Frémont       | Frémont       | Frémont        | Frémont        |
| 1860  | Lincoln     | Lincoln            | Lincoln       | Lincoln       | Lincoln        | Lincoln        |
| 1864  | Lincoln     | Lincoln            | Lincoln       | Lincoln       | Lincoln        | Lincoln        |
| 1868  | Grant       | Grant              | Grant         | Grant         | Grant          | Grant          |
| 1872  | Grant       | Grant              | Grant         | Grant         | Grant          | Grant          |
| 1876  | Tilden      | Hayes              | Hayes         | Hayes         | Hayes          | Hayes          |
| 1880  | Garfield    | Garfield           | Garfield      | Garfield      | Garfield       | Garfield       |
| 1884  | Cleveland   | Blaine             | Blaine        | Blaine        | Blaine         | Blaine         |
| 1888  | Cleveland   | Harrison           | Harrison      | Harrison      | Harrison       | Harrison       |
| 1892  | Cleveland   | Harrison           | Harrison      | Harrison      | Harrison       | Harrison       |
| 1896  | McKinley    | McKinley           | McKinley      | McKinley      | McKinley       | McKinley       |
| 1900  | McKinley    | McKinley           | McKinley      | McKinley      | McKinley       | McKinley       |
| 1904  | Roosevelt   | Roosevelt          | Roosevelt     | Roosevelt     | Roosevelt      | Roosevelt      |
| 1908  | Taft        | Taft               | Taft          | Taft          | Taft           | Taft           |
| 1912  | Wilson      | Wilson             | Wilson        | Wilson        | Wilson         | Taft           |
| 1916  | Hughes      | Hughes             | Hughes        | Wilson        | Hughes         | Hughes         |
| 1920  | Harding     | Harding            | Harding       | Harding       | Harding        | Harding        |
| 1924  | Coolidge    | Coolidge           | Coolidge      | Coolidge      | Coolidge       | Coolidge       |
| 1928  | Hoover      | Hoover             | Smith         | Hoover        | Smith          | Hoover         |
| 1932  | Hoover      | Hoover             | Roosevelt     | Hoover        | Roosevelt      | Hoover         |
| 1936  | Roosevelt   | Landon             | Roosevelt     | Roosevelt     | Roosevelt      | Landon         |
| 1940  | Roosevelt   | Willkie            | Roosevelt     | Roosevelt     | Roosevelt      | Willkie        |
| 1944  | Roosevelt   | Dewey              | Roosevelt     | Roosevelt     | Roosevelt      | Dewey          |
| 1948  | Dewey       | Dewey              | Truman        | Dewey         | Truman         | Dewey          |
| 1952  | Eisenhower  | Eisenhower         | Eisenhower    | Eisenhower    | Eisenhower     | Eisenhower     |
| 1956  | Eisenhower  | Eisenhower         | Eisenhower    | Eisenhower    | Eisenhower     | Eisenhower     |
| 1960  | Kennedy     | Nixon              | Kennedy       | Nixon         | Kennedy        | Nixon          |
| 1964  | Johnson     | Johnson            | Johnson       | Johnson       | Johnson        | Johnson        |
| 1968  | Humphrey    | Humphrey           | Humphrey      | Nixon         | Humphrey       | Nixon          |
| 1972  | Nixon       | Nixon              | McGovern      | Nixon         | Nixon          | Nixon          |
| 1976  | Ford        | Ford               | Carter        | Ford          | Carter         | Ford           |
| 1980  | Reagan      | Reagan             | Reagan        | Reagan        | Carter         | Reagan         |
| 1984  | Reagan      | Reagan             | Reagan        | Reagan        | Reagan         | Reagan         |
| 1988  | Bush        | Bush               | Dukakis       | Bush          | Dukakis        | Bush           |
| 1992  | Clinton     | Clinton            | Clinton       | Clinton       | Clinton        | Clinton        |
| 1996  | Clinton     | Clinton            | Clinton       | Clinton       | Clinton        | Clinton        |
| 2000  | Gore        | Gore               | Gore          | Bush          | Gore           | Gore           |
| 2004  | Kerry       | Kerry              | Kerry         | Kerry         | Kerry          | Kerry          |
| 2008  | Obama       | Obama              | Obama         | Obama         | Obama          | Obama          |
| 2012  | Obama       | Obama              | Obama         | Obama         | Obama          | Obama          |
| 2016  | Clinton     | Clinton            | Clinton       | Clinton       | Clinton        | Clinton        |
| 2020  | Biden       | Biden              | Biden         | Biden         | Biden          | Biden          |

## Équilibre politique par État
| État | Gouverneur | Sénateur      | Sénateur      | Représentants  | Chambre haute      | Chambre basse          |
| ---- | ---------- | ------------- | ------------- | -------------- | ------------------ | ---------------------- |
| CT   | N. Lamont  | R. Blumenthal | C. Murphy     | Démocrates 5–0 | Démocrates 23–13   | Démocrates 97–54       |
| ME   | J. Mills   | S. Collins    | A. King       | Démocrates 2-0 | Démocrates 22-13   | Démocrates 80–75–4-1-1 |
| MA   | M. Healey  | E. Warren     | E. Markey     | Démocrates 9–0 | Démocrates 37–3    | Démocrates 129–31      |
| NH   | C. Sununu  | J. Shaheen    | M. Hassan     | Démocrates 2–0 | Républicains 14–10 | Républicains 218–187   |
| RI   | D. McKee   | J. Reed       | S. Whitehouse | Démocrates 2–0 | Démocrates 33–5    | Démocrates 65–10       |
| VT   | P. Scott   | P. Welch      | B. Sanders    | Démocrates 1–0 | Démocrates 21–7–2  | Démocrates 92–46–7–5   |